# Сиамская оккупация Германии
Сиамская оккупация Германии (нем. Siamesische Besetzung Deutschlands, тайск. การยึดครองเยอรมนีของสยาม, также Тайская оккупация Германии) — небольшой анклав в составе оккупационной зоны Рейнской области Германии в 1918—1919 годах, находившийся под контролем Сиама (современного Таиланда) и полностью окружённый французской оккупационной зоной. Оккупация преследовала политические цели: оказание давления на Германию для подписания Версальского договора, укрепление союзнических отношений Сиама с Францией и утверждение его статуса среди держав-победительниц. 
Инициированная французским командованием после Компьенского перемирия, сиамская оккупационная миссия также рассматривалась королём Вачиравудом как возможность для консолидации нации. В ходе пребывания в Германии сиамские солдаты, дислоцированные в Мусбахе и Хохшпайере, столкнулись с суровой зимой и эпидемией испанского гриппа, что привело к потерям. Несмотря на первоначальные трудности и языковой барьер, между сиамскими военными и местным немецким населением установились взаимоотношения, которые, однако, вызывали неоднозначную оценку, в том числе и внутри сиамского корпуса. 
Оккупация завершилась участием сиамских подразделений в парадах победы союзников в Париже, Лондоне и Брюсселе, что символизировало международное признание вклада Сиама. 

## Предыстория
Как единственный отряд независимой страны Юго-Восточной Азии, Сиамский экспедиционный корпус принимал участие в военных действиях в Европе во время Первой мировой войны. Однако его отношения с Францией были омрачены языковым недопониманием и расистскими проявлениями со стороны французского командования. Ситуация настолько ухудшилась, что сиамский король и его старшие советники подумывали о том, чтобы прервать пребывание экспедиционного корпуса.
Однако 11 ноября было подписано перемирие, и боевые действия прекратились. После войны французское министерство иностранных дел заставило военное командование отдать приказ сиамскому корпусу перейти на немецкую территорию позади собственных войск. 3 декабря 1918 года первые французские оккупационные войска прибыли в Гайнсхайм и затем были сменены 15 декабря 1918 года 200 солдатами из сиамского автомобильного отряда. Тайские силы заняли немецкий город Нойштадт-ан-дер-Хаардт в рамках оккупации побежденной вражеской страны официально 16 декабря 1918 года. Главными задачами сиамских оккупационных войск было обеспечение условий перемирия и оказание давления на Германию с целью подписания Версальского договора. 
Сиамская оккупация Германии была не результатом тактического военного решения, а политической попыткой снять напряжение в отношениях между Сиамом и Францией. Это решение устроило всех участников процесса, начиная от военного командования в Европе и заканчивая самим королем в Бангкоке. Сиамцы были готовы оставить вражду в прошлом и сосредоточиться на получении политических выгод от огромных усилий по развертыванию войск в Европе. Ещё десять лет назад оккупация Германии тайскими войсками казалась невозможной.

## Ход оккупации

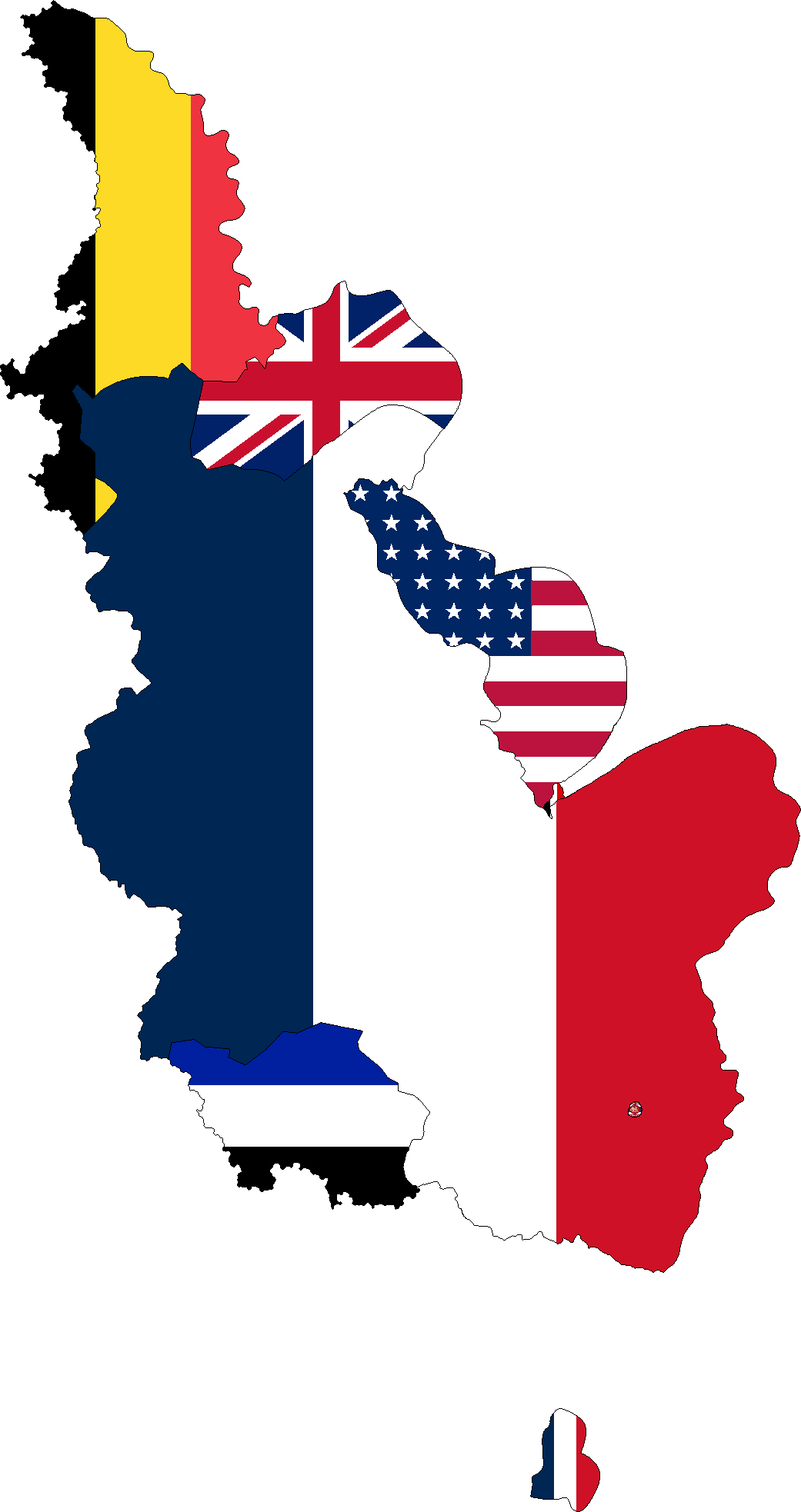
Оккупация Рейнской области странами Антанты. Сиамский анклав, окружённый французской зоной оккупации, находился на юго-востоке.

Прекращение боевых действий значительно улучшило положение сиамских войск по сравнению с первыми месяцами во Франции. Питание улучшилось благодаря местным продуктам и поставкам консервов из Сиама. Экспедиционный корпус разместил свой штаб в гостинице «Hotel zum Löwen» рядом с железнодорожным вокзалом, а войска были распределены между Мусбахом, Гайнсхаймом и Хохшпайером. Корпус отвечал за поддержание общественного порядка, требуя уважения со стороны немецкого населения, но, тем не менее, вёл себя сдержанно. Общение с местными жителями было очень ограниченным из-за незнания языка, и в основном посредниками выступали французы. Рождество и день рождения короля 1 января 1919 года тайцы отмечали вместе со своими французскими союзниками в отеле «Hotel zum Löwen», с пиршеством, шампанским и тайской музыкой до поздней ночи.
Повседневная жизнь сиамских оккупантов была довольно спокойной. Чтобы оставаться в форме, они занимались спортом, в том числе тайским боксом. Это настолько впечатлило французских союзников, что они организовали спортивный фестиваль с тайцами в Меце в апреле 1919 года. 
Семнадцать сиамцев умерли во Франции и Германии после перемирия, в основном от испанского гриппа, большинство потерь было во время периода оккупации. Для выходцев из тропической страны типичная зима в Рейнской области была тяжелым испытанием. В период с конца 1918 по начало 1919 года сиамские войска находились в условиях практически непрерывных снегопадов. Низкие температуры оказались одним из наиболее значительных факторов, повлиявших на уровень смертности среди сиамских военнослужащих. Почти половина летальных исходов среди сиамского контингента была связана с воздействием холода, при этом восемь добровольцев официально зарегистрированы как жертвы пневмонии, вызванной переохлаждением. Неприспособленность к суровому европейскому климату в сочетании с недостаточным питанием привела к тому, что некоторые тайские солдаты испытывали серьезные проблемы со здоровьем вследствие воздействия холода. Среди распространенных заболеваний отмечались обморожения, легочные заболевания и «траншейная стопа». 

## Взаимоотношения

### Реакция сиамцев
Это был самый гордый день в моей жизни, когда я узнал, что мои войска продвинулись на вражескую территорию, и память об этом славном событии всегда будет жить в сознании как стимул для дальнейших жертв во имя моего любимого народа и Родины.
Король Вачиравуд с энтузиазмом отнёсся к предложению союзников об участии в оккупации Германии, поскольку видел в этом возможность оказаться в числе победителей войны и защитить интересы своей страны на Парижской мирной конференции. 17 декабря 1918 года король получил телеграфное сообщение о том, что сиамские войска вместе с оккупационной армией союзников вторглись в Германию. Его реакция была опубликована в местной газете, он назвал день вступления его войск на территорию Германии самым гордым днём в своей жизни. Данное событие послужили стремлению короля представить себя в роли короля-солдата и товарища войск. Он также хотел использовать участие Сиама в войне как средство укрепления национального единства и патриотизма, при этом король-солдат стоял в центре нации и военных усилий.
Поскольку испанский грипп был признан вирусным только в 1933 году, среди сиамцев сначала ходили слухи, что грипп вызван немецким ядом. Эти слухи прекратились, когда немецкие жители дали им мыло и шоколад, а некоторые немецкие женщины последовали за сиамцами на гражданском поезде до их окончательного размещения в Хохшпайере. Сиамские оккупационные войска были впечатлены повседневной жизнью в Германии, которая, казалось, не была сильно затронута войной, за исключением нехватки продовольствия. Они были восхищены красотой немецких женщин, и, несмотря на языковой барьер, некоторые сиамские солдаты завели с ними отношения. Характер этих отношений недостаточно изучен, однако как минимум два сиамских мемуариста упоминают о случаях, когда их сослуживцы «брали жен». Они также описывают эмоциональную реакцию некоторых женщин на известие об отъезде сиамских войск в июне.
Сиамские военнослужащие сохранили положительные воспоминания о периоде пребывания в оккупированной Германии. По воспоминаниям сиамского сержанта Кайсорна, первоначальный прием со стороны немцев был холодным, и ему самому пришлось преодолевать внутреннее неприятие к недавним врагам. Со временем отношения потеплели, однако Кайсорн выражал разочарование по поводу своих сослуживцев, заводивших романы с немецкими женщинами, считая, что это позорит сиамскую армию. 

### Реакция немецкого населения

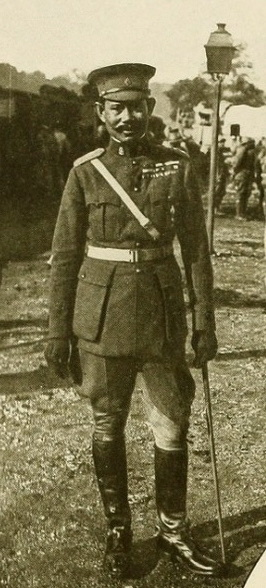
Прайя Тхеватсадин, командующий оккупационными войсками

Возможно, население оккупированной территории впервые увидело азиатов. Местные немецкие газеты Pfälzischer Burger Zeitung, General Anzeiger и Stadt und Dorf Anzeige не упоминали о сиамских вооруженных силах, ошибочно полагая, что они являются французскими колониальными войсками, но Сиам никогда не был чьей-либо колонией. Например, газета Pfälzischer Burger Zeitung сообщила, что половина Пфальца была занята французскими войсками к 12 июня 1918 года, и что в этот день прибыло несколько новых групп. 7 декабря вечерняя газета Stadt und Dorf Anzeige сообщила, что «около 300 человек колониальных войск» с несколькими офицерами сошли с поезда из Кайзерслаутерна в 13:45 и в касках, с винтовками и пистолетами наперевес пошли по Фридрихштрассе в сторону деревни Мусбах. Это были «французы и марокканцы… смуглые и чернокожие…». Сообщалось, что ещё «500 колониальных солдат» должны были прибыть во второй половине дня и разместиться в школе. Сиамские солдаты или какие-либо нефранцузские союзники не упоминались. Американская черная пресса того времени, освещая состав оккупационных сил в Рейнской области, также упоминала сиамские войска в одном ряду с солдатами из французских колоний в Сенегале и Северной Африке.
Не все были рады контактам немецких женщин и сиамцев. Немецкий учитель Карл Берг писал: «Долгое время оккупации принесло также в моральном отношении большой ущерб для молодёжи, особенно многие юные девушки часто нарушали хорошие нравы и попирали немецкую честь и характер. Такие условия должны были действовать на школьную молодежь, как яд, и плоды этого не заставят себя ждать». Позднее немецкие националистические пропагандисты использовали присутствие темнокожих армий на своей территории как доказательство нападения на немецкую цивилизацию, известного как «Черный ужас на Рейне». Взаимоотношения с немецкими женщинами, упоминаемые в воспоминаниях сиамских солдат, вероятно, были частью более широкого контекста обвинений со стороны пропагандистов в сексуальном насилии, якобы совершаемом неевропейскими войсками во время оккупации.
В целом, оккупация носила мирный характер. Восстаний против сиамских оккупантов не было, отмечались лишь незначительные инциденты.

## Образование
Негативные последствия военного конфликта в Германии продолжали оказывать влияние на систему образования после его окончания: уроки были сильно сокращены и часто срывались в течение многих лет, поэтому нормальных результатов от учащихся нельзя было ожидать, и эти факты необходимо было учитывать. Например, одна из учительниц Гайнсхайма сделала следующую запись в школьном дневнике 29 апреля 1919 года: «Ввиду серьёзных трудностей, с которыми столкнулось преподавание в большинстве начальных школ Пфальца, особенно в течение последнего года, заключительные и выпускные экзамены во всех начальных школах и школах дополнительного образования были отменены». В здании школы Гайнсхайма постоянно дежурил караул. Учитель Карл Берг в своем школьном дневнике отметил негативное влияние сиамских оккупационных войск на ход образования, а также радовался окончанию сиамской оккупации: «Ежедневная работа двигателей (транспортных средств, припаркованных перед школой) сильно мешала занятиям. Кроме того, охрана, размещённая в здании школы, почти ежедневно производила такой шум, что в школе часто не было слышно собственных слов. Поэтому мы с большой радостью приветствуем наступление более спокойных дней».

## СМИ
В канун Рождества газета Stadt und Dorf Anzeige описала соответствия французской униформы званиям. Было несколько объявлений о курсах французского языка и несколько колонок, предупреждающих население о необходимости защиты от «сексуальных заболеваний», но не указывающих, каким образом. Было одно объявление о «лечении женских проблем», но не говорилось, чего именно и кем. Гражданское население Германии также получило лишь скудные советы.

## Конец оккупации
По мнению исследователей Кхванчая Пхусрисома и Стивена Мартина, сиамские войска сыграли небольшую, но эффективную роль в оказании давления на Германию с целью заставить её подписать Версальский договор. По мнению историка Штефан Хелля, именно решение о сиамской оккупации позволило выйти из дипломатического кризиса, позволив Таиланду доказать свой вклад в военные усилия. 
10 июля 1919 года был отдан приказ о выводе сиамских войск. Прежде чем отправиться в обратный путь, сиамские войска приняли участие в парадах победы, организованных союзниками в Париже, Лондоне и Брюсселе. Эти парады в июле 1919 года были весьма символичной возможностью наглядно продемонстрировать присутствие Сиама в столицах великих европейских держав под взглядами королей и президентов. Сиам подтвердил своё присутствие среди государств-победителей. Когда сиамцы покидали Нойштадт, их провожала со слезами на глазах толпа из жителей города Нойштадта и деревень Мусбаха и Хохшпайера с цветами и подарками.
Ушедшие сиамские войска были заменены французскими солдатами. Дипломатические отношения между Таиландом и Германией, приостановленные во время войны, были возобновлены только в 1925 году.

## Комментарии
1. ↑  Первоначальное название города было Нойштадт-ан-дер-Хаардт, позже во времена Нацистской Германии название было изменено на Нойштадт-ан-дер-Вайнштрасе. В течение пяти лет после 1945 года город носил первоначальное название, а затем снова стал Нойштадт-ан-дер-Вайнштрасе[1].